# ResearcherID
ResearcherID är ett identifikationssystem för vetenskapliga författare. Systemet introducerades i januari 2008 av Thomson Reuters.
ResearcherID har som mål att lösa problemen med personidentifikation av författare av vetenskapliga artiklar. Inom vetenskapliga publikationer är det vanligt att återge artikelförfattarens namn, efternamn och initialer. Ibland händer det dock att flera författare har samma namn, samma initialer, eller att tidskriften stavar namnet fel vilket resulterar i att samma författare kan få sitt namn stavat på en rad olika sätt, och olika författare kan på samma sätt ha samma stavning.
På webbplatsen för ResearcherID tillfrågas författaren om att länka sitt ResearcherID till sina egna artiklar. På detta sätt kan de också hålla sina publikationer dagsaktuella och online.
ResearcherID har kritiserats för att vara för kommersiellt och upphovsrättsskyddat, men har också prisats som "ett initiativ gällande det vanliga problemet med författaridentifikation".
Thomson Reuters har gjort det möjligt utväxla data mellan dess ResearcherID-system och ORCID, och vice versa.